# League of Ireland 2011
Die League of Ireland 2011 (offiziell: Airtricity League nach dem Ligasponsor Airtricity) war die 91. Spielzeit der höchsten irischen Fußballliga. Die Saison begann am 4. März 2011 und endete am 28. Oktober 2011 mit dem 36. und letzten Spieltag.
Meister wurde der Titelverteidiger und Rekordmeister Shamrock Rovers. In die Relegationsspiele musste Galway United.

## Modus
Die zehn Mannschaften spielten jeweils viermal gegeneinander. Jedes Team absolvierte dabei 36 Saisonspiele. Durch die Aufstockung der Liga auf 12 Teilnehmer in der folgenden Saison gab es keinen direkten Absteiger, sondern nur ein Relegationsduell zwischen dem Tabellenletzten der regulären Saison und dem Dritten der First Division.

## Vereine
| Verein                        | Wappen                        | Stadt    | Stadion            | Kapazität |
| ----------------------------- | ----------------------------- | -------- | ------------------ | --------- |
| Bohemians Dublin              | Bohemians Dublin              | Dublin   | Dalymount Park     | 7.955     |
| Bray Wanderers                | Bray Wanderers                | Bray     | Carlisle Grounds   | 3.250     |
| Derry City                    | Derry City                    | Derry    | Brandywell Stadium | 7.700     |
| Drogheda United               | Drogheda United               | Drogheda | Hunky Dorys Park   | 2.000     |
| Dundalk FC                    | Dundalk FC                    | Dundalk  | Oriel Park         | 6.000     |
| Galway United                 | Galway United                 | Galway   | Terryland Park     | 5.000     |
| Shamrock Rovers               | Shamrock Rovers               | Dublin   | Tallaght Stadium   | 5.947     |
| Sligo Rovers                  | Sligo Rovers                  | Sligo    | The Showgrounds    | 5.500     |
| St Patrick’s Athletic         | St Patrick’s Athletic         | Dublin   | Richmond Park      | 5.340     |
| University College Dublin AFC | University College Dublin AFC | Dublin   | UCD Bowl           | 3.000     |

## Abschlusstabelle
| Pl. | Verein                        | Sp. | S  | U  | N  | Tore    | Diff. | Punkte |
| --- | ----------------------------- | --- | -- | -- | -- | ------- | ----- | ------ |
| 1.  | Shamrock Rovers (M)           | 36  | 23 | 8  | 5  | 069:240 | +45   | 77     |
| 2.  | Sligo Rovers (P)              | 36  | 22 | 7  | 7  | 073:190 | +54   | 73     |
| 3.  | Derry City 1 (N)              | 36  | 18 | 14 | 4  | 063:230 | +40   | 68     |
| 4.  | St Patrick’s Athletic         | 36  | 17 | 12 | 7  | 062:350 | +27   | 63     |
| 5.  | Bohemians Dublin              | 36  | 17 | 9  | 10 | 039:270 | +12   | 60     |
| 6.  | Bray Wanderers                | 36  | 15 | 6  | 15 | 053:500 | +3    | 51     |
| 7.  | Dundalk FC                    | 36  | 11 | 11 | 14 | 050:530 | −3    | 44     |
| 8.  | University College Dublin AFC | 36  | 10 | 4  | 22 | 042:800 | −38   | 34     |
| 9.  | Drogheda United               | 36  | 7  | 4  | 25 | 032:770 | −45   | 25     |
| 10. | Galway United                 | 36  | 1  | 3  | 32 | 020:115 | −95   | 06     |

Platzierungskriterien: 1. Punkte – 2. Tordifferenz – 3. geschossene Tore

| (M) | Amtierender irischer Meister         |
| (P) | Amtierender irischer Pokalsieger     |
| (N) | Neuaufsteiger aus der First Division |

## Kreuztabelle
| Hinrunde (Runden 1–18) | Hinrunde (Runden 1–18) | Hinrunde (Runden 1–18) | Hinrunde (Runden 1–18) | Hinrunde (Runden 1–18) | Hinrunde (Runden 1–18)        | Hinrunde (Runden 1–18) | Hinrunde (Runden 1–18) | Hinrunde (Runden 1–18) | Hinrunde (Runden 1–18) | 2011                          | Rückrunde (Runden 19–36) | Rückrunde (Runden 19–36) | Rückrunde (Runden 19–36) | Rückrunde (Runden 19–36) | Rückrunde (Runden 19–36) | Rückrunde (Runden 19–36)      | Rückrunde (Runden 19–36) | Rückrunde (Runden 19–36) | Rückrunde (Runden 19–36) | Rückrunde (Runden 19–36) |
| ---------------------- | ---------------------- | ---------------------- | ---------------------- | ---------------------- | ----------------------------- | ---------------------- | ---------------------- | ---------------------- | ---------------------- | ----------------------------- | ------------------------ | ------------------------ | ------------------------ | ------------------------ | ------------------------ | ----------------------------- | ------------------------ | ------------------------ | ------------------------ | ------------------------ |
| Shamrock Rovers        | Bohemians Dublin       | Sligo Rovers           | St Patrick’s Athletic  | Dundalk FC             | University College Dublin AFC | Galway United          | Bray Wanderers         | Drogheda United        | Derry City             | Verein                        | Shamrock Rovers          | Bohemians Dublin         | Sligo Rovers             | St Patrick’s Athletic    | Dundalk FC               | University College Dublin AFC | Galway United            | Bray Wanderers           | Drogheda United          | Derry City               |
|                        | 1:0                    | 1:0                    | 2:0                    | 3:1                    | 3:1                           | 4:0                    | 0:1                    | 3:0                    | 1:1                    | Shamrock Rovers               |                          | 1:1                      | 1:2                      | 1:0                      | 2:2                      | 6:0                           | 4:0                      | 5:2                      | 4:0                      | 1:0                      |
| 1:1                    |                        | 0:0                    | 0:1                    | 0:1                    | 1:0                           | 0:1                    | 1:1                    | 1:0                    | 0:2                    | Bohemians Dublin              | 0:1                      |                          | 0:3                      | 0:0                      | 3:1                      | 2:0                           | 2:0                      | 2:1                      | 2:0                      | 0:1                      |
| 0:1                    | 1:2                    |                        | 2:0                    | 1:0                    | 4:0                           | 3:0                    | 3:1                    | 2:0                    | 3:0                    | Sligo Rovers                  | 2:0                      | 1:2                      |                          | 0:0                      | 5:0                      | 4:2                           | 7:1                      | 3:0                      | 2:0                      | 1:1                      |
| 0:0                    | 0:0                    | 2:1                    |                        | 3:2                    | 1:1                           | 5:2                    | 2:3                    | 3:0                    | 1:1                    | St Patrick’s Athletic         | 1:1                      | 1:1                      | 1:0                      |                          | 2:2                      | 2:2                           | 6:1                      | 1:1                      | 4:0                      | 1:1                      |
| 1:1                    | 0:0                    | 1:1                    | 1:2                    |                        | 3:1                           | 3:2                    | 0:0                    | 1:2                    | 1:0                    | Dundalk FC                    | 1:2                      | 1:3                      | 1:1                      | 0:2                      |                          | 2:0                           | 6:1                      | 2:2                      | 1:0                      | 0:2                      |
| 1:6                    | 0:2                    | 2:1                    | 1:3                    | 0:2                    |                               | 3:0                    | 0:1                    | 2:1                    | 0:2                    | University College Dublin AFC | 1:2                      | 2:0                      | 0:1                      | 2:1                      | 3:0                      |                               | 2:1                      | 1:2                      | 5:4                      | 2:2                      |
| 0:1                    | 0:2                    | 0:1                    | 0:3                    | 0:3                    | 0:0                           |                        | 0:3                    | 1:2                    | 1:4                    | Galway United                 | 2:3                      | 0:3                      | 0:8                      | 0:2                      | 2:2                      | 3:4                           |                          | 0:6                      | 1:2                      | 0:3                      |
| 1:0                    | 1:3                    | 0:0                    | 0:1                    | 1:5                    | 2:1                           | 2:0                    |                        | 2:1                    | 1:2                    | Bray Wanderers                | 1:2                      | 1:2                      | 0:3                      | 0:3                      | 1:0                      | 4:0                           | 4:0                      |                          | 1:2                      | 1:2                      |
| 0:4                    | 0:1                    | 0:3                    | 1:4                    | 1:2                    | 0:1                           | 1:1                    | 0:1                    |                        | 2:2                    | Drogheda United               | 0:1                      | 0:2                      | 0:3                      | 4:3                      | 2:2                      | 3:1                           | 1:0                      | 1:4                      |                          | 0:3                      |
| 0:0                    | 3:0                    | 0:1                    | 1:1                    | 2:0                    | 7:0                           | 6:0                    | 1:1                    | 2:0                    |                        | Derry City                    | 1:0                      | 0:0                      | 0:0                      | 2:0                      | 0:0                      | 4:0                           | 4:0                      | 1:1                      | 2:2                      |                          |

## Relegationsspiele
Das letztplatzierte Team Galway United musste gegen die drittbeste Mannschaft der First Division Monaghan United Relegationsspiele austragen. Der Sieger Monaghan United durfte in der nächsten Saison in der ersten Liga spielen, während das unterlegene Team Galway United in der zweiten Liga antreten musste. Der Meister und der Vizemeister der First Division (Cork City und Shelbourne FC) stiegen direkt auf.
|                 | Gesamt |               | Hinspiel | Rückspiel |
| --------------- | ------ | ------------- | -------- | --------- |
| Monaghan United | 5:1    | Galway United | 2:0      | 3:1       |

## Torschützenliste
| Pl. | Name              | Team                          | Tore |
| --- | ----------------- | ----------------------------- | ---- |
| 1.  | Éamon Zayed       | Derry City                    | 22   |
| 2.  | Eoin Doyle        | Sligo Rovers                  | 20   |
| 3.  | Danny North       | St Patrick’s Athletic         | 15   |
| 3.  | Gary Twigg        | Shamrock Rovers               | 15   |
| 5.  | Mark Quigley      | Dundalk FC                    | 13   |
| 6.  | Matthew Blinkhorn | Sligo Rovers                  | 12   |
| 7.  | Chris Fagan       | Bohemians Dublin              | 11   |
| 8.  | Karl Sheppard     | Shamrock Rovers               | 10   |
| 9.  | Billy Dennehy     | Shamrock Rovers               | 09   |
| 9.  | Gareth McGlynn    | Derry City                    | 09   |
| 9.  | Graham Rusk       | University College Dublin AFC | 09   |